# Mich hat keiner gefragt
„Mich hat keiner gefragt“ ist der Titel eines im September 2005 erschienenen Buches der Türkin Ayşe, in dem sie ihr Leben als Import-Braut beschreibt. Der Untertitel lautet: Zur Ehe gezwungen – eine Türkin in Deutschland erzählt. Das  Vorwort stammt von der Autorin und Frauenrechtlerin Serap Çileli, das  Nachwort wurde von  Terre des Femmes verfasst.
Die Münchner Journalistin Renate Eder brachte die Berichte von Ayşe, die als 11-Jährige verlobt und als 14-Jährige verheiratet wurde, in eine 250 Seiten umfassende Buchform. Darin wird geschildert, wie ihre Ehe einem Gefängnis gleicht, da ihr von ihrem Mann nicht nur jede Bildungsmöglichkeit verwehrt wird, sondern sie zudem misshandelt und von ihren Schwiegereltern als Arbeitssklavin missbraucht wird, bis sie sich schließlich zur Flucht entschließt. Erschienen ist das Buch beim Blanvalet Verlag.

## Inhalt
Ayşe gilt als im Januar 1969 als zweites von drei Kindern im zentralanatolischen Dorf Ballıdere geboren, ihr genaues Geburtsdatum lag im Vorjahr und ist selbst ihren Eltern nicht bekannt. Zwar geht sie zur Schule, jedoch kann sie bis heute noch nicht schreiben oder lesen. Statt zur Schule schickte sie die Lehrerin oft zu sich nach Hause babysitten. Mit 14 wird sie auf Betreiben ihrer Tante mit ihrem in Deutschland lebenden Cousin Mustafa zwangsverheiratet. In Deutschland angekommen, vergewaltigt Mustafa sie noch vor der Hochzeitsnacht. 
Sie bekommt vier Kinder, jedoch hat sie nur noch zu den beiden jüngsten Kontakt:
- Can, geboren ein Jahr nach der Hochzeit
- Muhammed
- Birgül, sie ist Rechtsanwaltsgehilfin und geschieden
- Ali

Bereits zwei Wochen nach ihrer ersten Entbindung muss sie in einer Fabrik arbeiten gehen, von dem Lohn sieht sie nie etwas. Jahrelang muss sie für Mustafas Eskapaden aufkommen. Er schlägt und vergewaltigt sie, auch nachdem der Umzug in eine neue Wohnung und die relative Abnabelung von der Schwiegermutter gelungen ist.
Nach fast 20 Jahren Horror schlägt Mustafa sie krankenhausreif und Ayşe verlässt ihn. Daraufhin bricht ihr zweiter Sohn den Kontakt zu ihr völlig ab, Can sagt sogar: „Weißt du Mama, es ist das beste, du würdest dich umbringen.“
Auch Mustafa handelt: Er entführt die beiden jüngeren Kinder in die Türkei. Erst nach einem Jahr kann sie ihre Kinder wiedersehen. Für Mustafas Schulden muss sie weiterhin aufkommen, das Geld ist knapp. Ihre Beziehung zu einem Kroaten scheitert. Allerdings hindern ihre Erfahrungen sie nicht daran, ihre Tochter im Alter von 18 Jahren selbst mit einem Türken zu verheiraten.